# Епархия Кульякана
Епархия Кульякана (лат. Dioecesis Culiacanensis) — епархия Римско-католической церкви с центром в городе Кульякан, Мексика. Епархия Кульякана входит в митрополию Эрмосильо. Кафедральным собором епархии Кульякана является церковь Пресвятой Девы Марии.

## История
24 мая 1883 года Римский папа Лев XIII издал, которой учредил епархию Кульякана, выделив её из епархии Соноры (сегодня - Архиепархия Эрмосильо). В этот же день епархия Кульякана вошла в Дуранго.
22 ноября 1958 года епархия Соноры передала часть своей территории для возведения новой епархии Масатлана.
16 февраля 1959 года епархия Соноры была переименована в епархию Кульякана и в этот же день она вступила в митрополию Эрмосильо.

## Ординарии епархии
- епископ José de Jesús María Uriarte y Pérez (1883 – 1887);
- епископ José María de Jesús Portugal y Serratos (1888 – 1898);
- епископ José Homobono Anaya y Gutiérrez (1898 – 1902);
- епископ Francisco Uranga y Sáenz (1903 – 1919);
- епископ Silviano Carrillo y Cardenas (1920 – 1921);
- епископ Agustín Aguirre y Ramos (1922 – 1942);
- епископ Lino Aguirre Garcia (1944 – 1969);
- епископ Luis Rojas Mena (1969 – 1993);
- епископ Benjamín Jiménez Hernández (1993 – по настоящее время).

## Источник
- Annuario Pontificio, Ватикан, 2007.